# Markovce
 Markovce  jsou obec na Slovensku. Nacházejí se v Košickém kraji, v okrese Michalovce. Obec má rozlohu 8,02 km² a leží v nadmořské výšce 101 m. V roce 2011 v obci žilo 900 obyvatel.  První písemná zmínka o obci pochází z roku 1281.